# Zi (album)
Zi je sedmi studijski album rumunjskog black metal-sastava Negură Bunget. Album je 30. rujna 2016. objavila diskografska kuća Lupus Lounge.

## O albumu
Zi je drugi dio „Transilvanijske trilogije” albuma sastava.

## Popis pjesama
| 1.    | »Tul-ni-că-rînd«   | 5:56  |
| 2.    | »Grădina stelelor« | 8:32  |
| 3.    | »Brazdă dă foc«    | 9:11  |
| 4.    | »Baciu moșneag«    | 8:25  |
| 5.    | »Stanciu Gruiul«   | 5:20  |
| 6.    | »Marea cea mare«   | 11:24 |
| 48:48 |                    |       |

## Recenzije
| Recenzije       | Recenzije |
| Izvor           | Ocjena    |
| --------------- | --------- |
| AllMusic        | [ 2 ]     |
| Angry Metal Guy | 4,5/5     |
| Exclaim!        | 8/10      |
| Metal Hammer    | [ 5 ]     |

Dobio je uglavnom pozitivne kritike. Thom Jurek, pišući za AllMusic, dao mu je četiri zvjezdice od njih pet te je izjavio: „Zi nije Om, ali ga čine fantastična produkcija, divno oblikovane pjesme, izvrsne glazbene vještine [izvođača] te smiona mašta po kojoj je Negură Bunget poznata. Potiče slušatelja na iščekivanje sljedećeg poteza grupe umjesto da ga se boji. Kakav dobrodošao povratak.” Exclaim! mu je dao osam od deset bodova uz zaključivši: „Ako moć i potencijal [pjesama na] 'Ziju' išta daju naslutiti, [daju naslutiti] da bi se pojmom black metala mogla označavati genetska zahvalnost prema [sastavu], njegovu umjetničkom integritetu i neustrašivoj vrsnosti.”
U osvrtu za Angry Metal Guy jedan mu je recenzent dao četiri i pol boda od njih pet i zaključio da je riječ o „iskustvu koje će potpuno prožeti slušatelje i koje pokazuje da su se Negru i njegovi sunarodnjaci pobjednički vratili u formu.” Jonathan Selzer dao mu je tri i pol zvjezdice od njih pet u recenziji za Metal Hammer izjavivši da je u pitanju „uzbudljiva, ali i zbunjujuće raznolika pustolovina”.

## Zasluge
| Negură Bunget - Tibor Kati – vokali, gitara, klavijature, teremin - Adi „OQ” Neagoe – gitara, vokali, klavijature, cobza - Ovidiu Corodan – bas-gitara - Petre Ionuţescu – rog, frula, Panova frula - Gabriel „Negru” Mafa – bubnjevi, udaraljke - Mihai „Mtz” Neagoe – oblikovanje zvuka, miksanje, produkcija - Daniel Dorobanțu – dizajn, omot albuma Dodatni glazbenici - Mircea Ardelean – dulcimer (na pjesmi „Stanciu Gruiul”) - Andrei Victor Săftescu – gitara (na pjesmi „Stanciu Gruiul”) - Manuela Marchis – vokal (na pjesmi „Marea Cea Mare”) | Ostalo osoblje - Alin Luculescu – mastering |